# Escape to Life – Die Erika und Klaus Mann Story
Escape to Life – Die Erika und Klaus Mann Story ist ein deutsch-britischer Essayfilm von Andrea Weiss und Wieland Speck aus dem Jahr 2001. Der Film beleuchtet das Leben der Geschwister Erika und Klaus Mann. Er verwendet Archivbilder, Fotografien, Zitate der Geschwister aus dem Off, Interviews mit Erika Mann und Zeitzeugen sowie nachgespielte Szenen unter anderem mit Maren Kroymann und Cora Frost.

## Handlung
Das Leitmotiv des Films, den Andrea Weiss und Wieland Speck über das Leben der beiden Kinder von Thomas Mann zusammengestellt haben, ist: „Wir traten wie Zwillinge auf, die Erwachsenen wie die Kinder hatten uns als Einheit zu akzeptieren“ nach Andrea Weiss Buch Flucht ins Leben: Die Erika und Klaus Mann-Story und Wieland Speck über das Leben der beiden Kinder von Thomas Mann zusammengestellt haben. Das Geschwisterpaar Vanessa und Corin Redgrave, sowie Barbara Nüsse und Ulrich Matthes sprechen die Originaltexte von Klaus und Erika Mann, die die Chronologie des Films bestimmen.

## Produktion
Der Film entstand als Koproduktion zwischen Deutschland, Großbritannien und Frankreich. Jezebel Productions aus den USA übernahm die Produktion, während zero one film den deutschen Part stellte. ZDF und Arte unterstützten das Projekt als Sender. Die Finanzierung trugen die Filmförderung Hamburg, das Arts Council of England und das MEDIA-Programm der Europäischen Union bei. Die Kinopremiere fand am 5. April 2001 statt. In Deutschland übernimmt Piffl Medien den Verleih.

## Rezeption
Rüdiger Suchsland schreibt für artechock.de: „Nicht immer überzeugen die arg manieriert und theatralisch geratenen Spielszenen, zumal diese zumeist nur als Illustration der jeweiligen Zitate eingesetzt sind.“ Andererseits lobt er die „eine Eigenwilligkeit des Zugangs, die Escape to Life klar über übliche Dokumentationen hinaushebt, und für jeden, an der Kulturgeschichte des 20.Jahrhunderts Interessierten zu einem sehenswerten Stück Kino macht.“
Andrea Dittgen schreibt 2003 im Katholischen Filmdienst: „Auch wenn der Film chronologisch dem über weite Strecken gemeinsamen Leben von Erika und Klaus Mann folgt und ohne Kommentar auskommt, ist er eher ein Zeitbild und ein multimedialer Denkanstoß denn eine Biografie, mehr Essay denn Dokumentation.“ Sie findet den Film „etwas zu theatralisch geraten“, kommt aber zu dem Schluss, der Film sei „ein Essay, der lebhafter und konzentrierter ist als viele Bücher über die Manns.“

## Auszeichnungen
- 2001 Seattle Lesbian &Gay Film Festival, Best Documentary